# سينان كورت
سينان كورت (بالألمانية: Sinan Kurt)‏ (23 يوليو 1996 ألمانيا - ) هو لاعب كرة قدم ألماني، يلعب كلاعب وسط.

## روابط خارجية
- سينان كورت على موقع الاتحاد الأوربي (الإنجليزية)
- سينان كورت على موقع إي إس بي إن إف سي (الإنجليزية)
- سينان كورت على موقع قاعدة بيانات كرة القدم.إي يو (الإنجليزية)
- سينان كورت على موقع Soccerway.com (الإنجليزية)
- سينان كورت على موقع عالم كرة القدم.نت (الإنجليزية)
- سينان كورت على موقع AS.com (الإسبانية)